# Clube de Vela de Tavira
O Clube de Vela de Tavira é um clube desportivo português sediado em Tavira.
Em 2016 garantiu o retorno à Segunda Divisão no Campeonato Português de Andebol Masculino.